# Am Fear Liath Mòr
Am Fear Liath Mòr – mityczne humanoidalne stworzenie, które ma nawiedzać szczyt i przełęcze Ben Macdui, najwyższego szczytu Cairngorms i drugiego co do wysokości szczytu na Wyspach Brytyjskich po Ben Nevis.

## Opis
Choć odnotowano wiele domniemanych spotkań z Am Fear Liath Mòr, tylko kilku świadków twierdzi, że rzeczywiście widzieli to stworzenie. Według opisów jest bardzo szczupły, ma około trzech metrów wysokości, ciemną skórę i włosy, długie ramiona i szerokie barki. Najczęściej stworzenie pozostaje niewidoczne we mgle, a spotkania z nim ograniczają się do dźwięku chrupiącego żwiru, gdy idzie za wspinaczami, oraz ogólnego poczucia niepokoju wokół góry. Namacalne dowody jego istnienia ograniczają się do kilku fotografii niezwykłych śladów stóp, dlatego większość opiera się na wiarygodności relacji świadków.
Wykazuje kilka podobieństw do Brenin Llwyd z mitologii walijskiej: jest półcielesny, cichy i wykorzystuje mgłę jako kryjówkę, aby polować na nieostrożnych podróżników. W odróżnieniu od Am Fear Liath Mòr, Brenin Llwyd występuje w górzystych rejonach Walii i jest najlepiej znany z polowania na dzieci.

## Obserwacje

### Collie

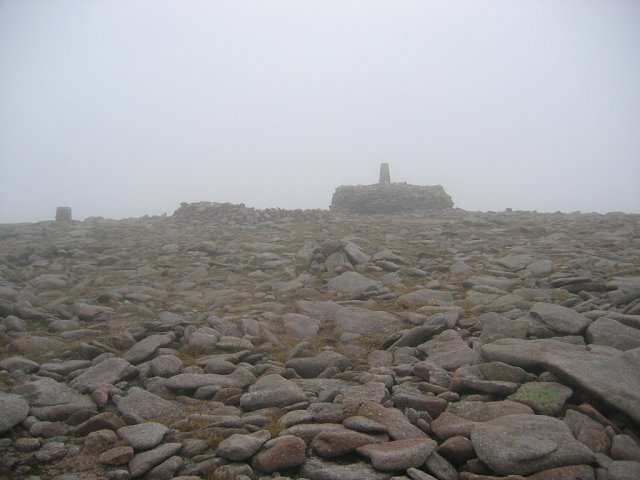
Szczyt Ben Macdui

W 1925 roku J. Norman Collie przedstawił pierwszą udokumentowaną relację o spotkaniu ze stworzeniem. Znany piechur, profesor i członek Królewskiego Towarzystwa Geograficznego, Collie opowiedział o przerażającym zdarzeniu, którego doświadczył podczas samotnej wędrówki w pobliżu Ben Macdui w 1891 roku. Relację Colliego opublikowano w lokalnej prasie, co wywołało dyskusję pomiędzy sceptykami i entuzjastami tej teorii. Inni wspinacze przedstawili swoje doświadczenia, którymi wcześniej bali się dzielić. Jeden z nich, Hugh D. Welsh, powiedział, że w 1904 r. wspinał się na szczyt ze swoim bratem, gdzie przez cały dzień i noc słyszeli „niewyraźne kroki, jakby ktoś szedł po żwirze przesiąkniętym wodą”. Obaj „często czuliśmy, że coś znajduje się w pobliżu, mieliśmy dziwne poczucie niepokoju”.

### Densham
W 1945 roku Pete Densham brał udział w akcji ratunkowej w górach Cairngorm. Pewnego dnia stwierdził, że słyszy dziwne dźwięki oraz, że wokół niego gromadzi się mgła, a ciśnienie w okolicach szyi wzrasta. Uciekł zanim zobaczył cokolwiek konkretnego. Jego przyjaciel, wspinacz Richard Frere, napisał o wrażeniu „zupełnie abstrakcyjnej, ale intensywnie realnej obecności” i o tym, że kilka lat później, w 1948 roku, usłyszał „niezwykle wysoką, śpiewaną nutę”. Frere opowiadał także o relacji znajomego (który wolał pozostać anonimowy), podczas jego obozowania na Ben Macdui. Zrelacjonował, że obudził się z uczuciem nieuniknionego strachu i wyjrzał z namiotu, wtedy zobaczył dużą postać o ciemnych włosach stojącą na tle księżyca.

## Wyjaśnienia

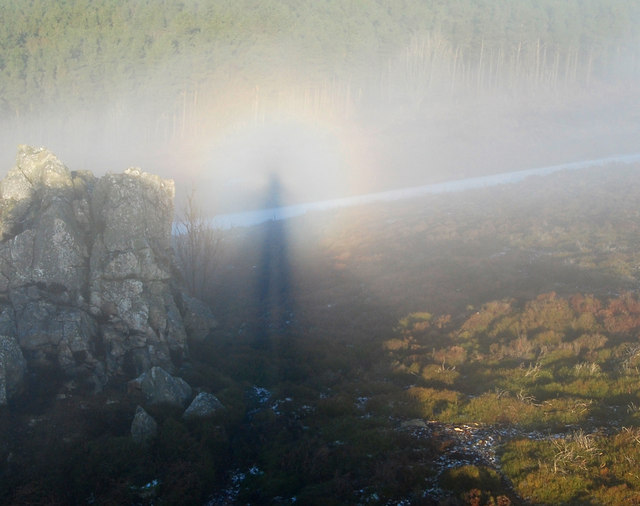
Zjawisko widma Brockenu

Psychologowie zasugerowali, że złudzenia, halucynacje lub błędna interpretacja naturalnych bodźców wywołana jest wyczerpaniem lub izolacją. Infradźwięki, które mogą być wywoływane przez wiatr, mogą powodować uczucie niepokoju i lęku, oraz mogą być też powiązane ze zjawiskami paranormalnymi.
Iluzja optyczna znana jako widmo Brockenu jest prawdopodobnym wyjaśnieniem dla niektórych opowieści o Am Fear Liath Mòr. Widmo Brockenu może pojawić się w pewnych warunkach atmosferycznych, gdy słońce znajduje się pod określonym kątem. Cień obserwatora może zostać rzucony na chmury wokół niego, tworząc iluzję dużego, mrocznego humanoida.